# Anolis pigmaequestris
Anolis pigmaequestris este o specie de șopârle din genul Anolis, familia Polychrotidae, descrisă de Garrido 1975. Conform Catalogue of Life specia Anolis pigmaequestris nu are subspecii cunoscute.